# Antikensammlung Bern
Die Antikensammlung Universität Bern ist dem Institut für Archäologische Wissenschaften der Universität Bern, Abteilung für Archäologie des Mittelmeerraumes angegliedert und befindet sich in einem der Öffentlichkeit zugänglichen Schaulager an der Hallerstrasse in der Nähe der Universität und des Hauptbahnhofs.

## Geschichte
1806 kaufte der Kanton Bern in Paris die ersten Gipsabgüsse nach antiken Originalen für die Academia Bernensis. Sie dienten, 28 Jahre vor der Gründung der Universität Bern 1834, zu Studienzwecken im Kunstunterricht. 1809 wurden zwei weitere Ankäufe getätigt. In den Folgejahren wurde die Abgusssammlung kontinuierlich erweitert. Ab 1864 wurde sie während 15 Jahren in dem von Jakob Friedrich Studer erbauten Bundesratshaus, dem heutigen Bundeshaus West ausgestellt. Nach der Errichtung des Kunstmuseums Bern durch den Architekten Eugen Stettler wurden die Skulpturen 1879 in das neue Museum überführt.
Im 20. Jahrhundert verloren die Gipsabgüsse an Popularität, ihnen fehlte es laut der Direktion des Kunstmuseums Bern an Echtheit. So wurde die Sammlung in den 1930er Jahren aus dem Museum verbannt. Der Künstler Cuno Amiet, Ehrendoktor der philosophisch-historischen Fakultät der Universität Bern und Mitdirektor des Kunstmuseums Bern, plädierte zu jener Zeit: «Diese Gipse soll man in die Aare werfen, sie verderben nur den guten Geschmack unserer heutigen Künstler.» Die Figuren wurden daraufhin im Estrich des Gymnasiums Kirchenfeld eingelagert.
Nachdem die Universität Bern 1957 die Einrichtung eines Archäologischen Seminars beschloss, rettete Ordinarius Hans Jucker die Abgusssammlung aus ihrem 40-jährigen „Dornröschenschlaf“. Er machte sie 1970 der Öffentlichkeit zugänglich und gestaltete die Antikensammlung zu einem Werkzeug archäologischer Forschung. Seit 1995 ist sie in Form eines Schaulagers an ihrem heutigen Standort untergebracht.

## Leitung
Direktor der Antikensammlung ist der jeweilige Ordinarius für Klassische Archäologie an der Universität Bern, seit 2011 Elena Mango.

## Ausstellungen
Am 7. Juni 2019 wurde in der Antikensammlung der Universität Bern die Sonderausstellung FACING HISTORY - KULTURGESCHICHTE IM DIALOG eröffnet. In dieser spartenübergreifenden Ausstellung werden die weissen Gipsabgüsse durch interaktive Videoprojektionen bespielt. Digitale Medien wie die Sprach- und Gesichtserkennung, ermöglichen den Besucherinnen und Besuchern das direkte Gespräch mit den historischen Skulpturen. Schauspielerinnen und Schauspieler leihen den Figuren ihre Stimmen und ihr Gesicht. Auf diese Weise treten die Skulpturen und Büsten in Dialog mit dem Publikum. Die griechischen Gottheiten Hermes, Aphrodite, Apollon und Athena können über ein Mikrofon angesprochen und zu ihrer Geschichte befragt werden. In prägnanten Videosequenzen beantworten sie die Fragen des Publikums und geben Auskunft zu ihrer Herkunft und zu ihrer Liebes- und Lebensgeschichte. Im Fokus der Ausstellungsthematik stehen die europäische Mentalitätsgeschichte und die Kulturelle Vielfalt.
Das Konzept zur Ausstellung wurde von den Medienkünstlern Frantiček Klossner und Marc-André Gasser entwickelt und in Zusammenarbeit mit Elena Mango in der Antikensammlung der Universität Bern umgesetzt. Das transdisziplinäre Ausstellungskonzept wurde im Rahmen des Innovationswettbewerbs für digitale Kulturvermittlung und kulturelle Partizipation KULTUR.DIGITAL vom Amt für Kultur des Kantons Bern ausgezeichnet. Die Ausstellung dauert bis zum 7. Juni 2020 und steht unter dem Patronat der Erziehungsdirektorin des Kantons Bern, Frau Regierungsrätin Christine Häsler.